# Roc Nation
Roc Nation est un label discographique américain, basé à New York, dans l'État de New York, fondé en 2008 par le rappeur Jay-Z. La société est spécialisée dans la musique, le recrutement de jeunes talents, les tournées, le cinéma, la télévision et la publication. Elle abrite divers artistes et producteurs comme J. Cole, Big Sean, Rihanna, Kanye West, Grimes, Demi Lovato, DJ Khaled, T.I. et Rita Ora. La société est également en partenariat avec Three Six Zero Group et Philymack.

## Histoire
Roc Nation est lancé en 2008 par Jay-Z à la suite de son départ à la présidence du label Def Jam. La firme est en partenariat pendant de nombreuses années avec Live Nation,,. En 2008, le rappeur lance la filiale StarRoc avec les producteurs norvégiens StarGate. En juin 2009, Roc Nation signe un contrat de distribution de quatre ans avec Sony Music. En juin 2010, un partenariat avec le label indépendant Takeover Entertainment (créé par l'artiste ghanéen Tinchy Stryder) est signé et engendre la création d'une filiale commune, Takeover Roc Nation. L'entreprise est centrée sur le marché européen
En février 2013, Roc Nation signe un contrat d'administration avec Warner/Chappell Music. En avril 2013, Jay-Z lance la division Roc Nation Sports, en partenariat avec la Creative Artists Agency, pour gérer les intérêts de sportifs et athlètes, notamment le joueur de baseball Robinson Canó,  et aussi Roc Nation a signé un partenariat pluriannuel avec Universal Music, le même mois. En octobre 2013, Jay-Z signe le groupe indie-folk Wardell, composé de la fille et du fils de Steven Spielberg, Theo et Sasha.
En février 2015, Roc Nation et Three Six Zero Group annoncent le lancement de Three Six Zero Entertainment, une division spécialisée dans le cinéma, la télévision et les arts littéraires. En juin 2016, Rita Ora quitte finalement le label, après une procédure judiciaire. La chanteuse n'aura sorti qu'un seul album sur Roc Nation. Elle affirme que personne ne s'occupait de ses projets. Début mars 2017, Roc Nation annonce le lancement de Arrive, une nouvelle startup chargée de l'investissement et le développement des start-ups.
En septembre 2017, la rappeuse Iggy Azalea fait désormais partie du label. Puis quelques mois plus tard, en novembre, vient au tour de Mariah Carey de signer avec la maison de disque.
En 2021, le label fait signer Bobby Shmurda.Celui-ci étant en conflit à la suite des problèmes rencontrés avec son label Epic Records décide de signer avec le label de l'East Coast.[réf. nécessaire]

## Artistes
- Alexa Goddard
- Alexis Jordan (signée sur la filiale StarRoc)
- Big Sean
- Calvin Harris
- DJ Mustard
- Dorothy
- J. Cole
- DJ Khaled
- Inna
- Jay-Z
- Jay Electronica
- Maxo Kream
- Mayaeni
- Rihanna
- Vic Mensa
- Willow Smith
- Tiwa Savage
- Jay Park
- Iggy Azalea
- Lil Uzi Vert
- Buju Banton
- Bobby Shmurda
- Meek Mill
- kawid

## Management
- Big Sean
- Capital Cities
- Casey Veggies
- Cipha Sounds
- Cláudia Leitte[15]
- Coheed and Cambria
- Demi Lovato[16]
- DJ Khaled[17]
- DJ Mustard
- Emeli Sandé
- Fabolous
- Grimes
- Haim
- Harley Viera-Newton
- Jay Electronica
- J. Cole
- Kanye West
- Kuk Harrell
- Lab Ox
- Ludwig Göransson
- Meek Mill
- Rihanna
- Sam Dew
- Shakira
- Shea Taylor
- Stargate
- Timbaland[18]
- Touché Amoré
- Vic Mensa
- Wardell

## Discographie
- 2009 : Jay-Z - A Prelude to Blueprint 3 (mixtape)
- 2009 : J. Cole - The Warm Up (mixtape)
- 2009 : Jay-Z - The Blueprint 3
- 2010 : Jay-Z - The Hits Collection Volume 1 (compilation)
- 2010 : Jay-Z & DJ Green Lantern - Creative Control (mixtape)
- 2010 : J. Cole - Friday Night Lights (mixtape)
- 2011 : Alexis Jordan (chanteuse) - Alexis Jordan
- 2011 : Hugo - Old Tyme Religion
- 2011 : Jay-Z & Kanye West - Watch the Throne
- 2011 : Rita Ora - Ora
- 2011 : J. Cole - Cole World: The Sideline Story
- 2013 : Jay-Z - Magna Carta Holy Grail
- 2013 : J. Cole - Born Sinner
- 2014 : J. Cole - 2014 Forest Hills Drive
- 2014 : DJ Mustard - 10 Summers
- 2014 : divers artistes - bande originale du film Annie
- 2016 : Rihanna - Anti
- 2016 : J. Cole - Forest Hills Drive: Live
- 2016 : J. Cole - 4 Your Eyez Only
- 2017 : Jay-Z - 4:44
- 2018 : Beyoncé & Jay-Z - Everything Is Love
- 2018 : J. Cole - KOD
- 2020 : Jay Electronica - A Written Testimony
- 2021 : J. Cole - The Off-Season